# مارفين وولفغانغ
أستاذ علم الاجتماع الجنائي الأمريكي ورئيس معهد علم الاجرام في جامعه بنسلفانيا وتلميذ عالم الاجرام الألماني هانس فون هنتنق، واحد اقطاب المدرسة التقليدية في علم ضحايا الجريمة أو مايسمى باتجاه لوم الضحية، قدم كتاب (انماط جرائم القتل الجنائية) الذي أثار الجدل خاصه من قبل منظمات المجتمع النسائية التي اعترضت على تقديمه لمفهوم الاستفزاز، والذي ترى فيه هذه المنظمات بأنه يحمل معاني مبطنه ضد النساء عموما، ينم عن عنصريه ذكوريه كونهن هن أكثر من يقع ضحايا للجريمة من وجهه نظره ويصنفن حسب مصطلح وولف قانق بأنهن مستفزات للجاني الذي تأتي مبادرته للقيام بالفعل الإجرامي كرد فعل على استفزاز الضحية.

## روابط خارجية
- مارفين وولفغانغ على موقع الموسوعة البريطانية (الإنجليزية)